# Hockey Club Trento
L'Hockey Club Trento è la squadra di hockey su ghiaccio della città di Trento. La squadra milita nella terza serie nazionale.

## Storia
Il club sin dalla sua fondazione, avvenuta il 30 settembre 1987, ha sempre militato nelle serie minori del campionato italiano, tranne nel campionato di serie B 1999-2000 in cui si fuse con lo Sport Club Auer-Ora. Dal luglio 2023 è in carica il nuovo Consiglio Direttivo con a capo il Presidente Ing. Sandro Bergamo. La Società ha rifondato il settore giovanile con oltre 120 atleti partecipanti. I programmi di sviluppo della società prevedono l'allargamento la partecipazione a tutti i campionati Junior e dalla stagione 2025-2026 l'iscrizione al Campionato Nazionale IHL-1.
A seguito di un accordo di collaborazione con l'HCB Foxes Academy di Bolzano, siglato nell'estate del 2020, è nato l'HC Bolzano-Trento con la prima squadra militante in IHL - Division I, e la squadra Under-19 militante nel massimo campionato giovanile.

## Palaghiaccio
L'HC Trento disputa le partite casalinghe al Pala Ghiaccio, dalla capacità di 1.200 spettatori (di cui 900 a sedere). Il palazzetto è stato inaugurato nel gennaio del 1995 e si trova nell'area sportiva Ghiaie a sud della città.

## Cronistoria
?

?

?
- 1995-96 - solo serie minori
- 1996-97 - ?
- 1997-98 - ?
- 1998-99 - ?
- 1999-00 - 5ª nel Gruppo orientale di Serie B, eliminata in semifinale play-off
- 2000-01 - ?
- 2001-02 - ?
- 2002-03 - ?
- 2003-04 - ?
- 2004-05 - ?
- 2005-06 - ?
- 2006-07 - ?
- 2007-08 - 7ª in Serie C Under 26 Girone B
- 2008-09 - 2ª in Serie C Under 26 seconda divisione, perde in finale play-off
- 2009-10 - 4ª in Serie C Under 26
- 2010-11 - 8ª in Serie C Under 26
- 2011-12 - ? in Serie C
- 2012-13 - ? in Serie C
- 2013-14 - 4ª in Serie B
- 2014-15 - solo serie minori